# 盧卡斯·傑德·祖曼
盧卡斯·傑德·祖曼（英語：Lucas Jade Zumann，2000年12月12日—）是一名美國演員，出生於伊利諾州芝加哥。他演出的作品包括影集《超感8人組》（2015年）、電影《凶兆2：雙瘋》（2015年）、電影《二十世紀的她們》（2016年）等。他最著名的角色是在加拿大廣播公司（CBC）與Netflix合作製播的文學改編影集《勇敢的安妮》（2017年－2019年）中飾演「吉伯·布萊斯」。

## 早年生平
祖曼出生於美國伊利諾州芝加哥的羅傑斯公園社區，是兩個兄弟和一個姐妹中的老大。他是一名猶太人，並上過希伯來語學校。他就讀於沃特斯小學，後來在五年級時轉學至芝加哥華德福學校，直到八年級才又再次轉回。

## 演藝經歷
2015年，祖曼曾在Netflix科幻影集《超感8人組》中客串演出一個小角色。他的第一個主要角色是在超自然恐怖電影《凶兆2：雙瘋》中飾演Milo。
2016年，他與艾兒·芬妮、比利·克魯德普、葛莉塔·潔薇和安妮特·班寧一起演出麥克·米爾斯執導的喜劇電影《二十世紀的她們》，飾演安妮特在片中的兒子傑米·菲爾茲 （Jamie Fields）。本片入圍第74屆金球獎最佳音樂及喜劇電影，並獲得第89屆奧斯卡金像獎最佳原創劇本提名。
2017年，他在加拿大廣播公司（CBC）與Netflix合作的加拿大時代影集《勇敢的安妮》中飾演女主角安妮（Anne）一生的最重要的摯友「吉伯·布萊斯」（Gilbert Blythe）。本作改編自加拿大女性兒童文學作家露西·莫德·蒙哥馬利的系列小說《清秀佳人》，同時也是CBC繼1985年影集版本後再度翻拍，並加入許多現代性議題。
2018年，在青少年浪漫喜劇電影《Every Day》中飾演Nathan Daldry/A。
他在即將上映的一部劇情片《No Address》中飾演Jimmy。

## 外部連結
- 盧卡斯·傑德·祖曼的Instagram帳戶
- 盧卡斯·傑德·祖曼在互联网电影资料库（IMDb）上的資料（英文）